# Hochgundspitze
Hochgundspitze – szczyt w Alpach Algawskich, części Alp Bawarskich. Leży na granicy między Austrią (Tyrol), a Niemcami (Bawaria). Sąsiaduje z Wilder Mann, Rotgundspitze w pobliżu leży też Hohes Licht.